# War of Words
War of Words är det första studioalbumet av Rob Halfords band Fight. Albumet släpptes 1994 genom Epic Records.

## Låtlista
1. "Into the Pit" - 4:13
2. "Nailed to the Gun" -3:38
3. "Life in Black" - 4:34
4. "Immortal Sin" - 4:39
5. "War of Words" - 4:29
6. "Laid to Rest" - 4:40
7. "For All Eternity" - 4:42
8. "Little Crazy" - 3:49
9. "Contortion" - 4:35
10. "Kill It" - 3:30
11. "Vicious" - 3:11
12. "Reality, a New Beginning" - 13:18

## Medverkande
- Sång och gitarr: Rob Halford
- Gitarr: Brian Tilse
- Gitarr: Russ Parrish
- Bas: Jay Jay
- Trummor: Scott Travis